# Brevibuccidae
Brevibuccidae é uma família de nematóides pertencentes à ordem Rhabditida.
Géneros:
- Brevibucca Goodey, 1935
- Cuticonema Sanwal, 1959
- Tarantobelus Abolafia